# Vivaldo Semedo
Vivaldo Leandro Semedo Moura Sousa (Luanda, 28 januari 2005) is een Portugees voetballer van Angolese afkomst die voor Watford speelt.

## Carrière
Vivaldo Semedo speelde in Portugal in de jeugd van União Atlético Povoense en Sporting Clube de Portugal. In 2022 werd hij voor een bedrag van drie miljoen euro verkocht aan het Italiaanse Udinese. Hier debuteerde hij in het betaald voetbal op 30 januari 2023, in de met 1-1 gelijkgespeelde thuiswedstrijd tegen Hellas Verona. Hij kwam in de blessuretijd van de tweede helft in het veld voor Isaac Success. Aan het einde van het seizoen mocht hij nog viermaal invallen. In het seizoen erna, 2023/24, miste hij bijna de hele seizoenshelft vanwege blessures. In de tweede seizoenshelft werd hij verhuurd aan FC Volendam. Hij debuteerde in de Eredivisie op 28 januari 2024, in de met 0-1 verloren thuiswedstrijd tegen Fortuna Sittard. Hij viel in de 76e minuut in voor Damon Mirani. Semedo speelde de rest van het seizoen vaak, maar kon niet voorkomen dat FC Volendam naar de Eerste divisie degradeerde. In de met 2-5 verloren thuiswedstrijd tegen N.E.C. maakte hij zijn enige doelpunt. In het seizoen 2024/25 werd hij aan FC Vizela verhuurd. In 2025 ging hij in Engeland voor tweedeklasser Watford spelen.

### Statistieken
| Seizoen                   | Club           | Land           | Competitie      | Competitie | Competitie | Beker | Beker | Overig | Overig | Totaal | Totaal |
| Seizoen                   | Club           | Land           | Competitie      | Wed.       | Dlp.       | Wed.  | Dlp.  | Wed.   | Dlp.   | Wed.   | Dlp.   |
| ------------------------- | -------------- | -------------- | --------------- | ---------- | ---------- | ----- | ----- | ------ | ------ | ------ | ------ |
| 2022/23                   | Udinese        | Italië         | Serie A         | 5          | 0          | 0     | 0     | -      | -      | 5      | 0      |
| 2023/24                   | Udinese        | Italië         | Serie A         | 1          | 0          | 0     | 0     | -      | -      | 1      | 0      |
| 2023/24                   | → FC Volendam  | Nederland      | Eredivisie      | 13         | 1          | 0     | 0     | -      | -      | 13     | 1      |
| 2024/25                   | → FC Vizela    | Portugal       | Liga Portugal 2 | 25         | 9          | 0     | 0     | 2      | 0      | 27     | 9      |
| Carrièretotaal            | Carrièretotaal | Carrièretotaal | Carrièretotaal  | 44         | 10         | 0     | 0     | 2      | 0      | 46     | 10     |
| Bijgewerkt op 1 juli 2025 |                |                |                 |            |            |       |       |        |        |        |        |